# سونال چوهان
سونال چوهان (به انگلیسی: Sonal Chauhan) (زاده ۱۶ می ۱۹۸۷) بازیگر هندی است.
از فیلم‌هایی که وی در آن نقش داشته‌است می‌توان به شیر، جنت، آن مرد مسن، جوخه، جشن پیروزی، قدرت و سایز صفر اشاره کرد.